# Doornroosje (Efteling)
Doornroosje is een walkthrough in het Nederlandse attractiepark de Efteling. Het is een uitbeelding van het gelijknamige sprookje en bevindt zich aan het begin van de route van het Sprookjesbos naast het Kabouterdorp. 

## Indeling

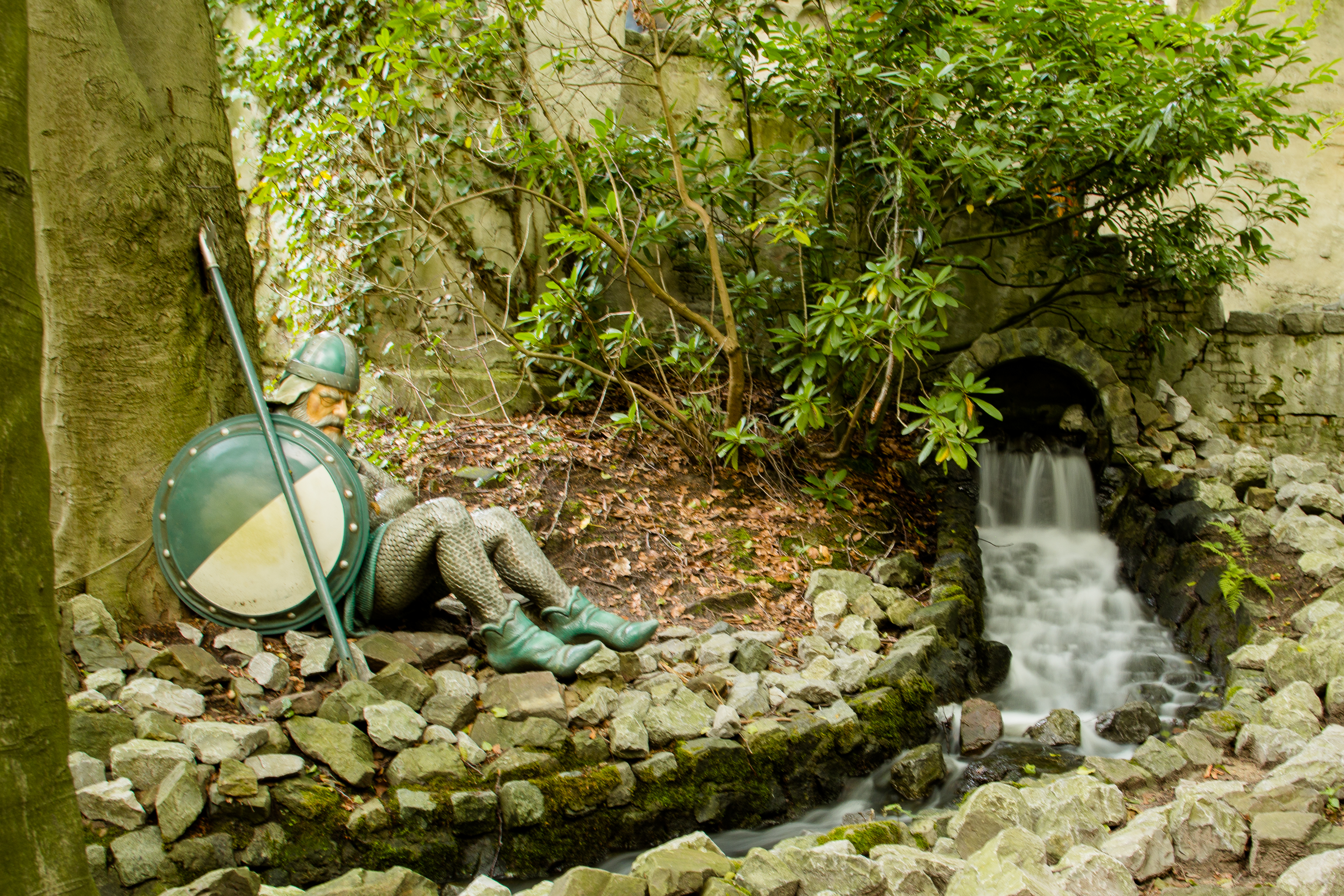
Een van de slapende wachters

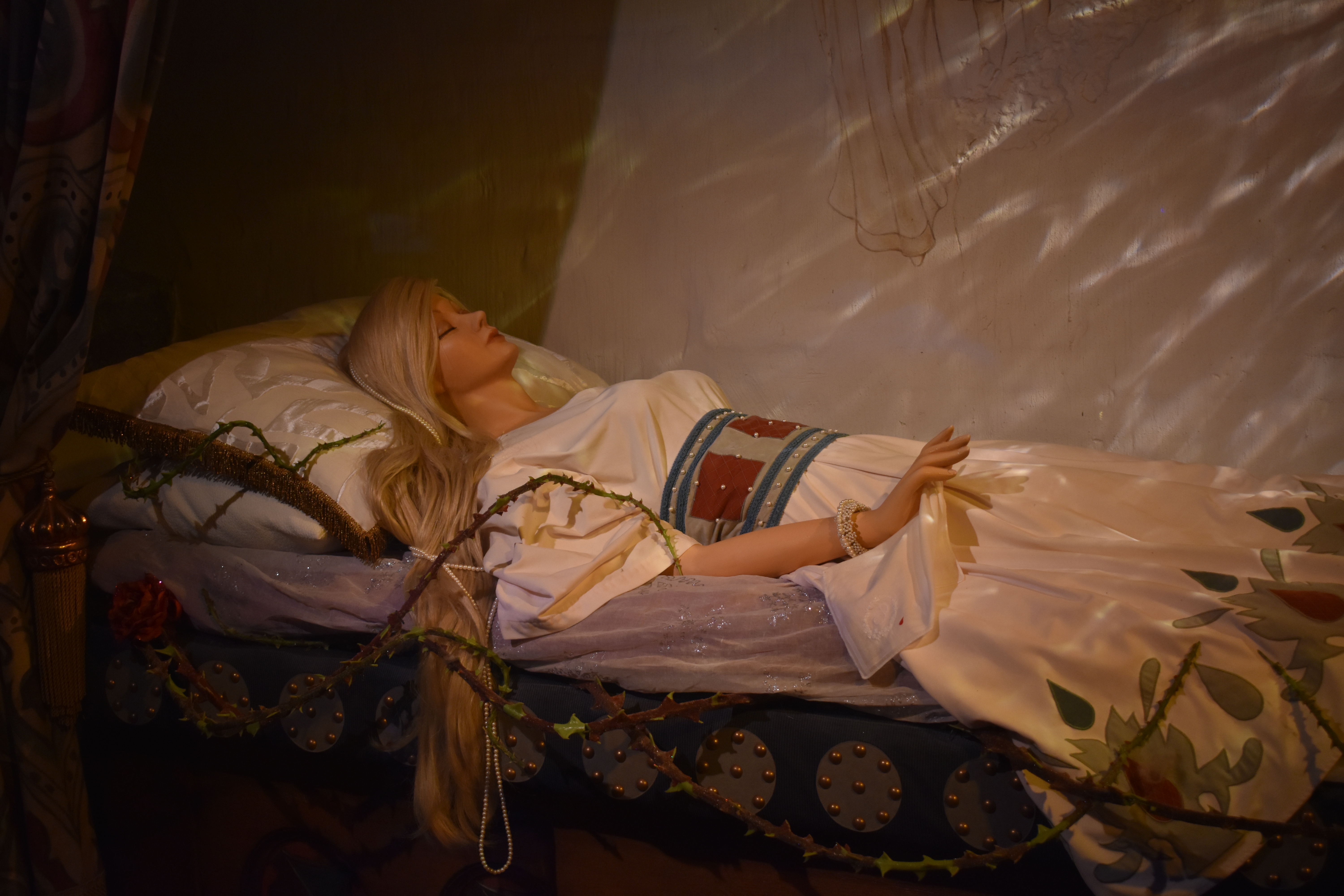
De slapende Doornroosje

Het kasteel bevindt zich aan de rand van een vijver. Vlak voor de vijver is een splitsing van de wandelpaden. Bij de splitsing staat een sprookjesboek waar in vier talen het verhaal van het sprookje verteld wordt. Het wandelpad naar links is de kortste route. Vanaf hier heeft men uitzicht op een slapende groen geklede wachter. De wachter zit op een muur aan de rand van de vijver. Hij heeft een lantaarn in zijn hand. Naast hem staat een vlaggenstok. Op een rots naast de wachter zit een uil.
Wanneer het rechter wandelpad bewandeld wordt, loopt men richting een stenen poort met twee onderdoorgangen. De rechter is rolstoeltoegankelijk en loopt om het kasteel heen. De linker volgt een stenen trap de kunstmatige heuvel op richting het kasteel. Langs het pad ligt een beekje waar een groen geklede wachter tegen een boom ligt te slapen. Naast hem staat een stok en ligt een schild.
Aangekomen bij het kasteel is de eerste ruimte die men passeert de kamer waar Doornroosje ligt te slapen. Doornroosje is gekleed in het wit en houdt een zakdoek vast met Eftelingsymbool. Het houten bed waar zij op ligt is gedecoreerd met houten schilden en een ridder in harnas.Er hangt bij het hoofdeinde een gedecoreerd gordijn en in de hoek aan het voeteneind staat een houten stoel en gesponnen wol. Op de muur is een schildering te zien.
In de tweede ruimte is een, in roze geklede, oude vrouw (de fee) te zien. De vloer ligt vol met wol, terwijl de vrouw achter het spinnenwiel zit. Aan de muur hangt onder meer grijze en rode wol. 
In de derde ruimte, aan de andere zijde van het kasteel, is de kasteelkeuken te zien. Er staan twee slapende koks. Op de achtergrond hangt een varken aan een braadspit. Verder ligt de keuken vol keukengerei en allerlei ingrediënten. Naast het kijktafereel zitten op een paar vogels op een stenen poort. Het wandelpad gaat verder heuvelafwaarts, waarna alle wandelpaden samenkomen.

## Geschiedenis
Het sprookje opende op 31 mei 1952, tegelijk met de rest van het park, met het door Anton Pieck ontworpen kasteel van Doornroosje. Het kasteel was gebouwd op houten palen en zand uit het huidige Nationaal Park De Loonse en Drunense Duinen. Toen de Efteling nog een sportpark was, lag er op de locatie van het sprookje een wielerbaan. In het openingsjaar stond alleen het kasteel er nog. Er waren geen kijktaferelen. De slapende koks, een slapende wachter en Doornroosje werden een jaar later in 1953 toegevoegd. 

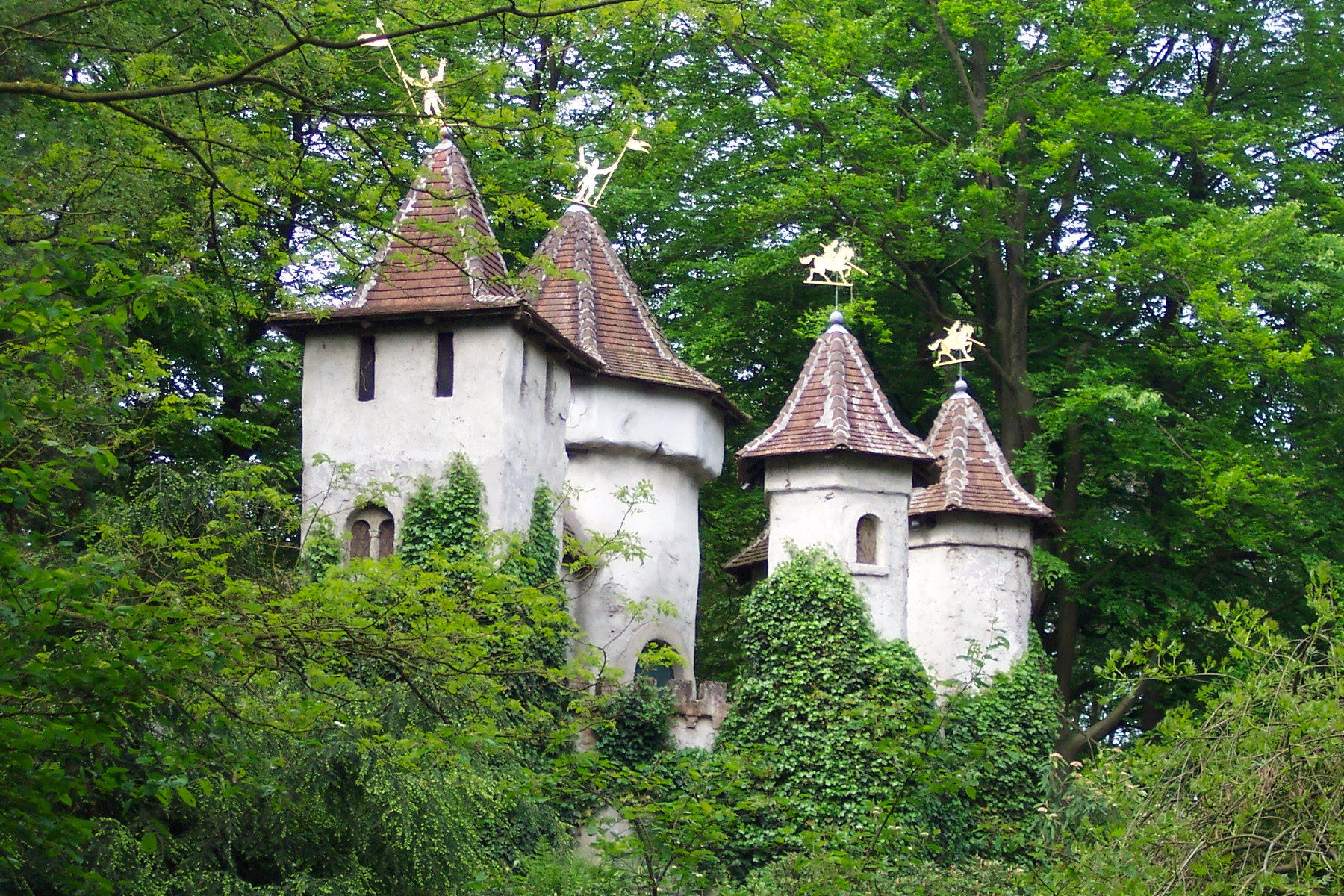
Het kasteel in 2005.

In de winter van 1980-1981 werd het volledige kasteel wegens verzakkingsproblemen afgebroken en opnieuw opgebouwd. Een deel van het kasteel werd gesloopt door het in brand te steken. In de toren van het kasteel werd naar ontwerp van Ton van de Ven een extra scène toegevoegd waarin de boze fee uit het sprookje zit te spinnen aan een spinnewiel.
In 2024 werd het volledige sprookje uitgebreid gerenoveerd waarbij onder andere het kasteel werd opgefrist, de vijver voor het kasteel werd vergroot en een nieuw pad linksom het kasteel werd aangelegd. Tevens werden de stenen van de trappen vervangen, omdat deze te glad waren. Ook verscheen er een nieuwe slapende wachter met een uil aan de vijver. Deze renovatie kreeg landelijk aandacht in de media, omdat de borsten van Doornroosje vergroot waren. De Efteling gaf aan dit gedaan te hebben om meer bij het originele ontwerp van Anton Pieck aan te sluiten.